# NGC 1875
NGC 1875 este o interacțiune de galaxii situată în constelația Orion. A fost descoperită în 18 noiembrie 1863 de către Albert Marth. Se află la o distanță de 122,53 de megaparseci de Pământ.